# Javanacris montana
Javanacris montana är en insektsart som beskrevs av Willemse, C. 1955. Javanacris montana ingår i släktet Javanacris och familjen gräshoppor. Inga underarter finns listade i Catalogue of Life.